# کنجی دای
کنجی دای (انگلیسی: Kenji Dai؛ زادهٔ ۲۷ مارس ۱۹۸۹) بازیکن فوتبال اهل ژاپن است.